# Komórki glejowe

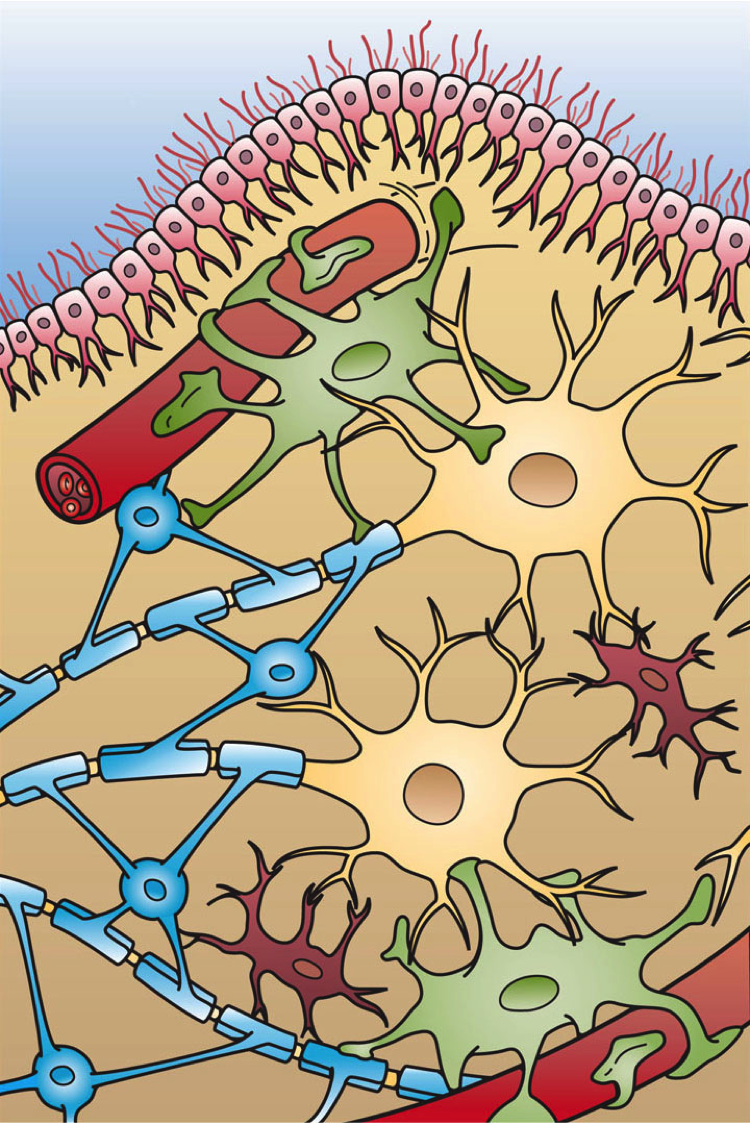
Schemat przedstawia neurony (żółte) i cztery typy komórek glejowych ośrodkowego układu nerwowego: ependemocyty (różowe), astrocyty (zielone), mikroglej (czerwone) i oligodendrocyty (niebieskie)

Komórki glejowe lub glej (gr. glia = klej; ang. glial cells), stanowią obok komórek nerwowych drugi składnik tkanki nerwowej. System tworzony przez komórki glejowe nazywany jest neuroglejem. Występują w wielu różnych typach i pełnią wiele różnorodnych i do końca niezbadanych funkcji.

## Funkcje podstawowe

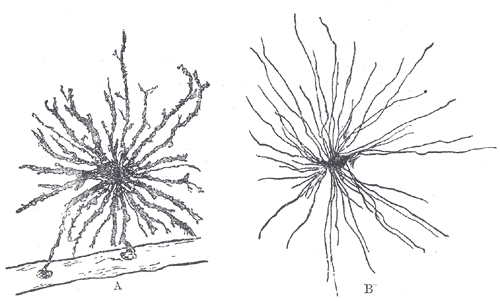
Komórki glejowe ukazane przy pomocy Metody Golgiego.

Istnieje duże zróżnicowanie komórek glejowych, podobnie jak istnieje wielka różnorodność komórek nerwowych. Jednak o ile wszystkie neurony pełnią właściwie tę samą funkcję, to komórki glejowe mogą pełnić bardzo różne funkcje fizjologiczne: 
- współtworzą barierę krew-mózg
- pełnią istotną rolę w odżywianiu komórek nerwowych składnikami odżywczymi transportowanymi układem krążenia
- syntetyzują wiele istotnych enzymów używanych m.in. do wytwarzania neuroprzekaźników
- tworzą osłonki mielinowe aksonów
- pełnią funkcje ochronne

## Przewodzenie sygnałów

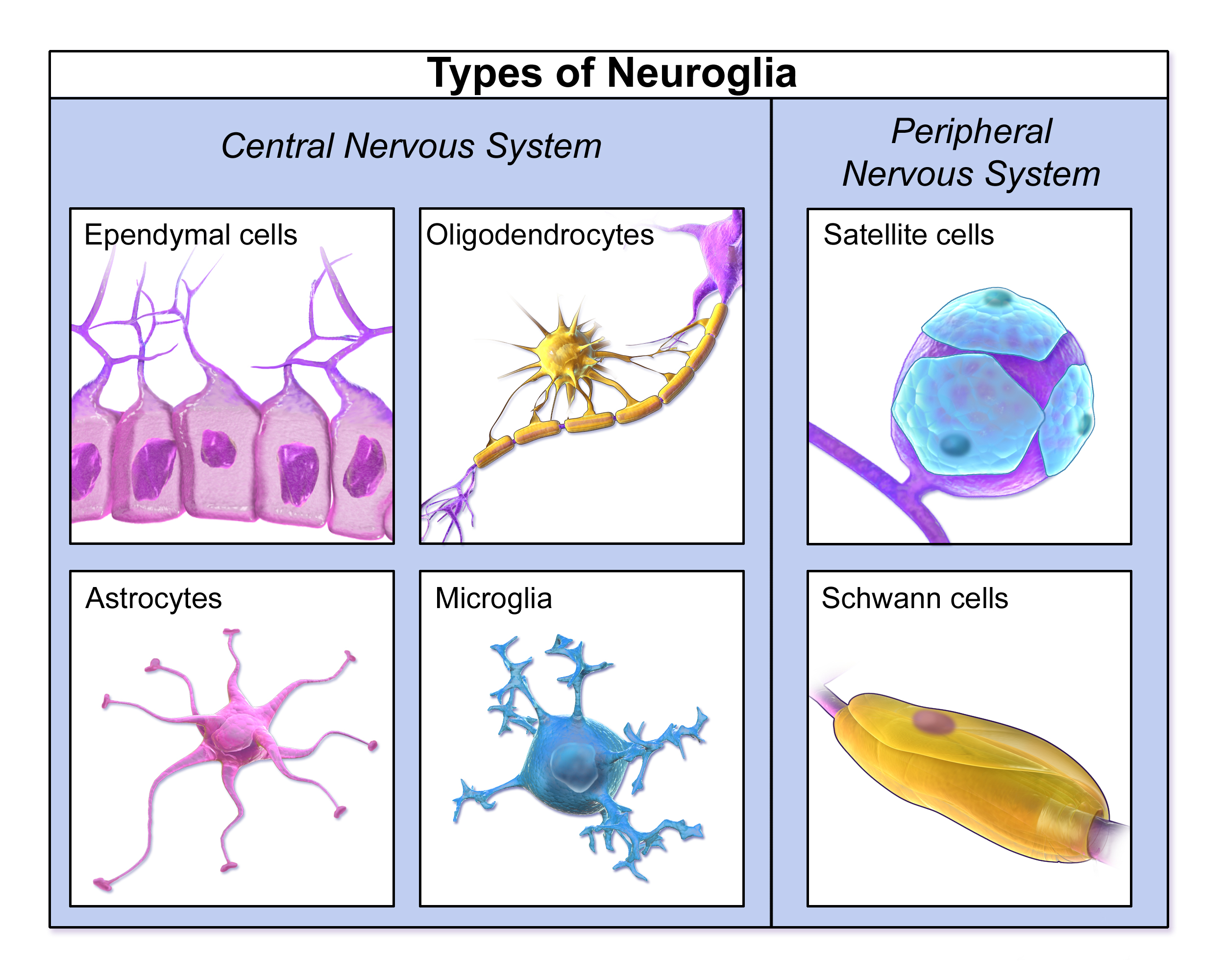
Rodzaje neurogleju

Współczesne badania pokazują też i takie funkcje, jakich dotychczas nikt się po komórkach glejowych nie spodziewał, m.in. zdolność do przekazywania sygnałów. Mianowicie, w dorosłym mózgu ssaków, w tym ludzi, istnieje pewna mała liczba komórek prekursorowych oligodendrocytów, które przy działaniu czynników uszkadzających istniejące oligodendrocyty "aktywują się" i rozwijają się z nich nowe oligodendrocyty, chociaż w przypadku poważnych uszkodzeń taki mechanizm nie jest efektywny w "naprawianiu" oligodendrocytów. Pełne znaczenie i funkcje tych komórek pozostają nieznane.
W 2008 roku odkryto w mózgu szczura, że niektóre z komórek prekursorowych oligodendrocytów zawierają w swojej błonie komórkowej napięciowo zależne kanały sodowe i potasowe, zaś ich błona komórkowa jest wrażliwa na depolaryzację i łączą się z nią (z zachowaniem odpowiedniej przerwy) synapsy pobudzające i hamujące aksonów komórek nerwowych. Ta grupa komórek jest więc w stanie generować potencjał czynnościowy podobnie jak to czynią komórki nerwowe. Inne zaś komórki glejowe nie posiadają takich zdolności. 

## Regeneracja aksonów
Wielkim zaskoczeniem było odkrycie w 2008 r., że glejowe komórki węchowe mogą stymulować regenerację uszkodzonych aksonów w rdzeniu kręgowym.

## Podział komórek gleju
- Mikroglej
- Makroglej
  - Ośrodkowy układ nerwowy
    - Astrocyty - największe komórki glejowe
    - Oligodendrocyty
    - Komórki ependymalne
    - Glej radialny
    - Polidendrocyty

  - Obwodowy układ nerwowy
    - Komórki Schwanna (lemocyty)
      - Mielinujące
      - Niemielinujące
      - Końcowe

    - Komórki satelitarne